# Çalburun
Çalburun è un comune dell'Azerbaigian situato nel distretto di Gədəbəy. Conta una popolazione di 1 800 abitanti.